# Arts plastiques au Ier siècle
Arts plastiques au Ier siècle av. J.-C. - Arts plastiques au Ier siècle - Arts plastiques au IIe siècle
Chronologie des arts plastiques

## Événements
- 10 av. J.-C.-300 : activité de l'atelier de poterie antique de Sallèles-d'Aude[1].

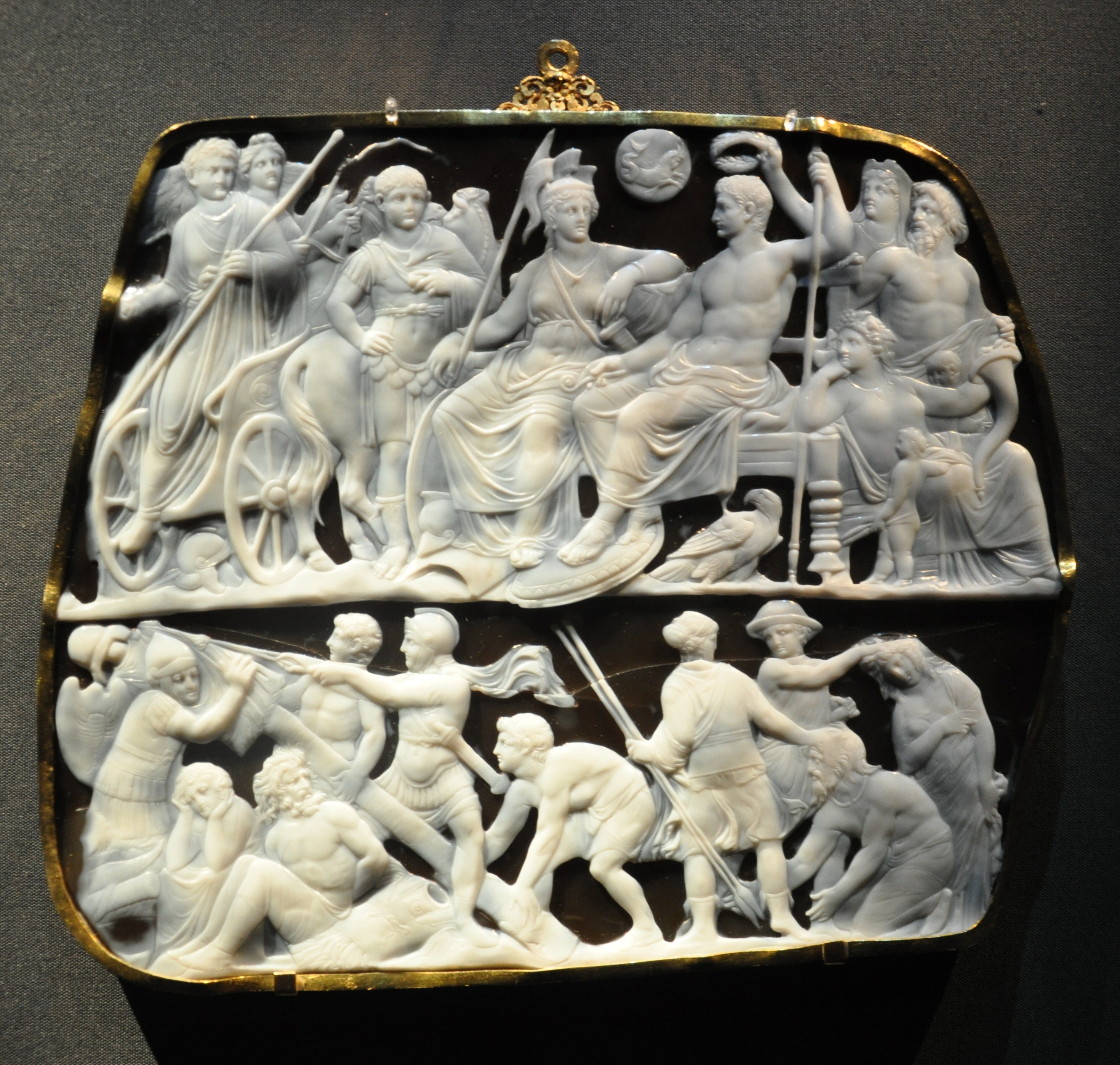
Gemma Augustea

- 12 : grand camée de Vienne, dit l’apothéose d’Auguste (Gemma Augustea). L’empereur défunt fait l’objet d’un nouveau culte officiel, l’apothéose[2].
- 14-37 :
  - sculpture du pilier des Nautes[2].
  - à partir du règne de Tibère, les céramiques sigillée du sud de la Gaule sont massivement exportées dans l'Empire entier (La Graufesenque, Montans, Banassac). Leur production est progressivement remplacée par celles du Centre (ateliers de Lezoux, dans le Puy-de-Dôme, Vichy, Les Martres-de-Veyre), puis de l'Est (ateliers d'Argonne, Boucheporn, Rheinzabern, etc.)[3],[4].
- 30-50 : style ornemental dans la peinture romaine. Les éléments architecturaux encadrent le motif central[2].
- 37-41 : quatrième style de la peinture romaine (personnage et paysage)[5].
- Vers 70-102 : règne de Kanishka en Inde ; influence de l’art grec sur l’art bouddhique[2], qui entre dans une période préclassique (gréco-bouddhisme). Premiers exemples de la statuaire bouddhique connus au Gandhara, ils offrent des représentations de mises en scène de légendes bouddhiques, lors de spectacles de théâtre et de danse attestés dans les textes depuis Ashoka. Le partage du pays entre les kusana au nord et à l’ouest et les Satavahana au sud contribue à l’émergence de deux styles (septentrional et dravidien). La statuaire se transforme en introduisant l’image du Bouddha et en évoluant vers des formes plus souples.

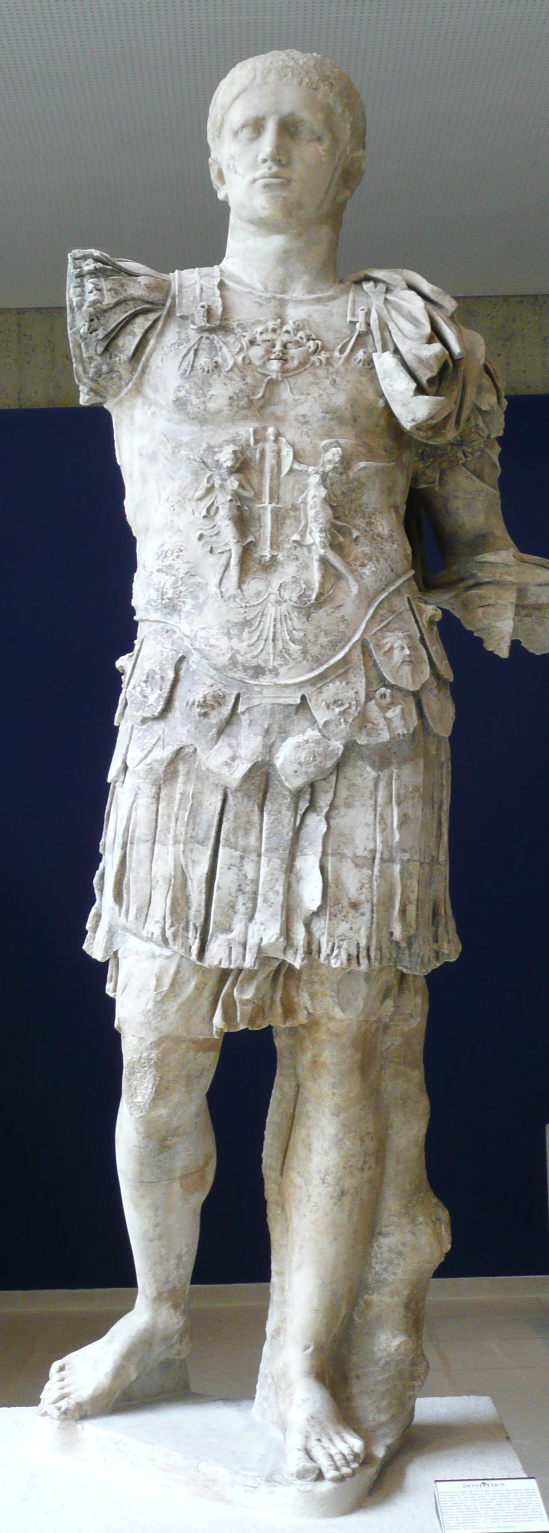
Domitien, Musée archéologique Theo Desplans

- Vers 90 : statue de Domitien à Vaison-la-Romaine[2].

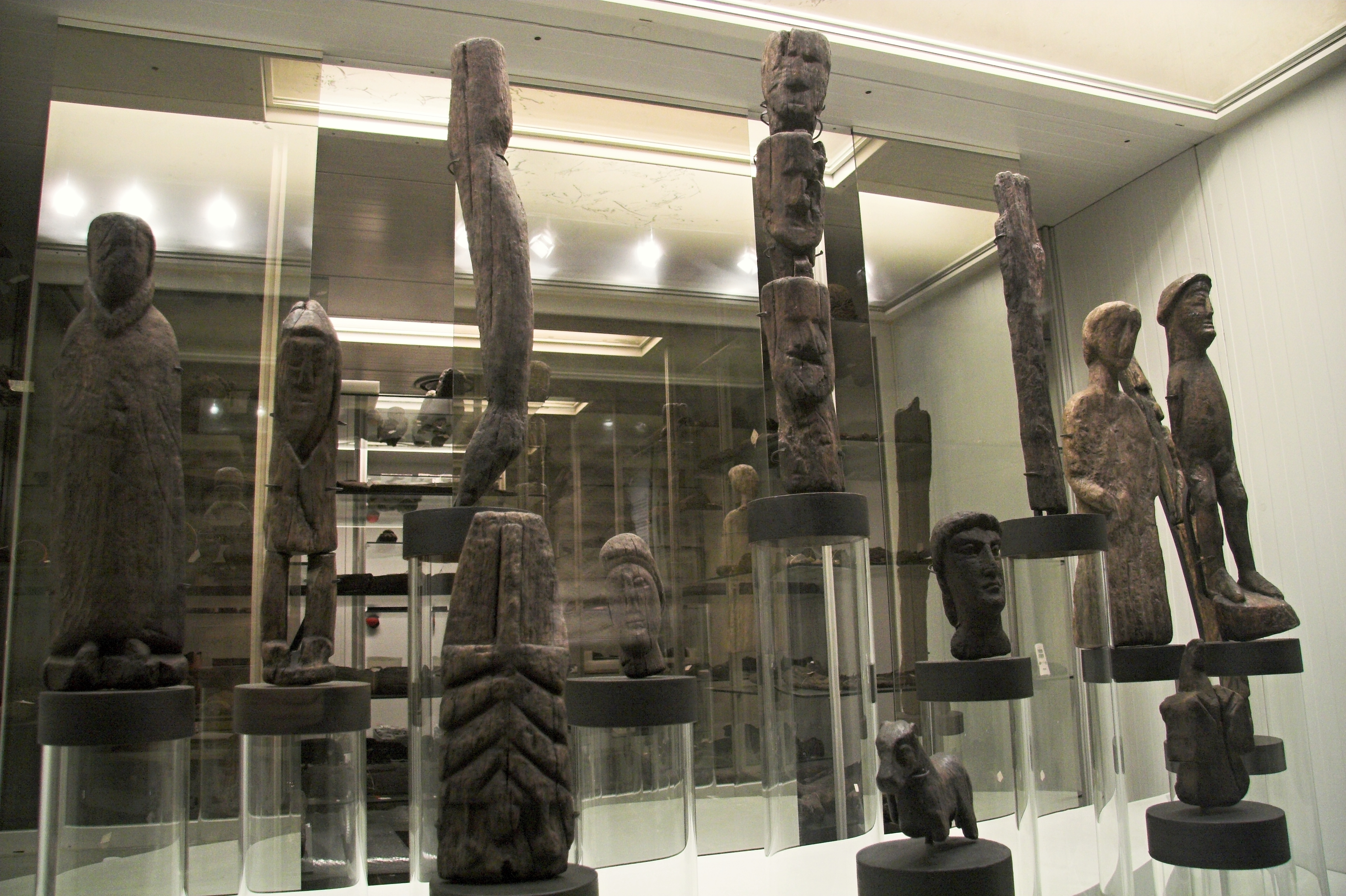
Bois sculptés des sources de la Seine, musée archéologique de Dijon.

- Statues de bois déposées en ex-voto dans les sources de la Seine, vêtues de la cape à capuchon typiquement gauloise ou du torque traditionnel. La source des Roches de Chamalières et celles de la Seine servent de sanctuaires où sont déposés des centaines d’ex-voto sculptés en bois, des bijoux, des monnaies, postérieurs pour la plupart à la conquête romaine. Les Gallo-romains perpétuent un culte qui remonte à l’âge du Bronze (la Tène)[6].